# SSE (компания)
SSE, сокращение от Scottish & Southern Energy — британская энергетическая компания, входит в шестерку крупнейших энергетических компаний Великобритании (Big Six, англ.). Занимала 627-е место в списке Forbes Global 2000 за 2023 год.
Штаб-квартира расположена в городе Перт (Шотландия). Компания была создана в 1998 году путём слияния компаний Scottish Hydro-Electric (англ.) и Southern Electric (англ.).

## История
Первая электростанция в Шотландии начала работу в 1890 году, но развитие электроэнергетики в этой части Великобритании шло медленно из-за низкой плотности населения. По состоянию на 1943 год только одна из шести ферм Шотландии была подключена к электросети. В этом году был создан Совет по гидроэнергетике Северной Шотландии (North of Scotland Hydro-Electric Board), через 5 лет все немногочисленные электрические компании региона были национализированы и подчинены Совету. К 1965 году под руководством Совета было построено 54 гидроэлектростанции общей мощностью около 1 ГВт. Однако этого было недостаточно для удовлетворения потребности в электричестве, а в прилегающих к Шотландии водах Северного моря были обнаружены большие запасы нефти и газа, поэтому началось строительство тепловых электростанций, крупнейшей из них является Питерхэд (Peterhead Power Station) мощностью 2,2 ГВт, открытая в 1980 году. В 1989 году Совет был реорганизован в компанию Scottish Hydro-Electric, которая через два года была приватизирована. После приватизации компания начала расширять свою деятельность в Англию и в газоснабжение.
.
Southern Electric возникла в 1947 году, когда более 500 независимых электрических компаний Англии и Уэльса были национализированы и разделены на 12 региональных Советов. В 1989 году эти 12 Советов, включая Southern Electric, были преобразованы в компании, приватизированные в следующем году.
В 1998 году произошло слияние Scottish Hydro-Electric с Southern Electric, занимавшейся электроснабжением в Англии и Уэльсе; объединённая компания получила название Scottish & Southern Energy. В 2000 году была поглощена энергетическая компания Южного Уэльса SWALEC. В 2008 году была куплена ирландская компания Airtricity, которая занимается строительством и обслуживанием ветряных электростанций в Ирландии, Великобритании и других странах. 30 сентября 2011 года компания изменила свое название на SSE Plc. В начале 2020 года часть электрораспределительной сети была продана компании OVO Energy.

## Деятельность
Компания занимается выработкой электроэнергии на принадлежащих ей ТЭС, ГЭС и ветряных электростанциях в Великобритании и Ирландии. Генерирующие мощности компании по состоянию на 31 марта 2012 года составляли 11 860 МВт, из них на возобновляемые источники энергии приходилось 3 020 МВт.
Также компания ведёт бизнес по транспортировке, хранению и сбыту природного газа в Шотландии.
Подразделения по состоянию на 2023 год:
- SSE Renewables — морские и наземные ветряные электростанции, гидроэлектростанции, гидроаккумулирующие электростанции в Великобритании и Ирландии; установленная мощность составила 3,92 ГВт, производство электроэнергии за год составило 10,16 млрд кВт-ч;
- SSE Thermal — газовые тепловые электростанции; установленная мощность составила 6,83 ГВт, производство электроэнергии за год составило 18,31 млрд кВт-ч;
- SSEN Distribution — линии электропередач;
- Energy Customer Solutions — электроснабжение 700 тыс клиентов в Ирландии и 469 тыс. клиентов в Великобритании.
- SSE Distributed Energy — электроснабжение корпоративных клиентов.